# メディアバンク
株式会社メディアバンク（Media Bank co.,ltd.）は、アダルトアニメの企画・製作・販売する日本の企業及びレーベル。もともと実写のアダルトビデオを制作しており、2015年まで実写作品をだしていた。
業界プロデューサーからの持ち込み企画を商品化している他に、同業のメリー・ジェーン等に出資も行っている。

## アダルトアニメ

### ALLURE
- 1999 - 櫻の杜（全2話）
- 1999 - 保健室で逢いましょう（全1話）

### WHITE BEAR
ブランド発足当初は、作品の全てがスタジオ九魔制作だった為、その呼称から「熊/BEAR」を連想したと思われる。
- 2004 - 夜勤病棟・弐（全5話）
- 2004 - DISCODE 異常性愛（全3話）
- 2005 - 淫娘（全3話）
- 2005 - 淫母（全3話）
- 2005 - 姉、ちゃんとしようよっ!（全5話）
- 2006 - CLEAVAGE（全2話）
- 2007 - 大江戸四十八手 ふぉうてぃえいと（全3話）
- 2008 - 春恋*乙女 〜乙女の園でごきげんよう。〜（全2話）
- 2008 - 催眠凌辱学園（全3話）
- 2009 - 淫乱家族 義母とボクと、叔母とその娘。（全1話）
- 2010 - DISCIPLINE 零（全2話）
- 2011 - コスプレ露出研究会（全2話）
- 2011 - 陰湿オタクにイカれる妹(彼女)（全3話）
- 2011 - 朝からずっしりミルクポット（全2話）
- 2011 - 異常痴態 実験奴隷（全2話）
- 2012 - オークション 闇市場 〜美女奴隷〜（全1話）
- 2012 - ツンデレ淫乱少女 すくみ（全2話）
- 2012 - STARLESS（全4話）
- 2012 - OED48 究極性戯（全1話）
- 2014 - ふた部!（全4話）[1]
- 2014 - 天然恋色アルコール（全2話）
- 2014 - デモニオン 〜外伝〜（全2話）
- 2015 - 輪姦媚薬中毒 〜逃げ場無し!1428人の生徒全員にSEXされる令嬢沙也香〜（全2話）

### HOT BEAR
- 2008 - 幼なじみと同級生（全2話）
- 2008 - 学園姉妹（全2話）
- 2009 - 爆乳メイド狩り（全2話）
- 2011 - School（全2話）

### GOLD BEAR
外部プロデューサー制作作品ブランドで、現状はアニメアンテナ委員会のみ
- 2011 - 妹ぱらだいす!（全2話）
- 2012 - ぜったい遵守☆強制子作り許可証!!（全2話）

### Queen Bee
嘗てスタジオ九魔に存在したデジタル編集班(チームシグマ)による、原作画風重視なモーショングラフィック作品
スタジオ九魔解散後は、株式会社Blue breadが引き継ぎ、その制作手法名「in-motion」も商標登録されている
- 2011 - 放課後にゃんにゃん（全1話）
- 2012 - ピスはめ!（全6話）
- 2012 - ラブリディ 〜僕と彼女の七日間〜（全1話）
- 2012 - 生膣ひゃくぱぁせんと！固結びのシンパ（全3話）
- 2013 - たゆたゆ（全4話）
- 2013 - 絶頂ロケット（全2話）
- 2014 - イマコシステム（全2話）

### King Bee
- 2014 - およめさまHONEY DAYS♡（全2話）
- 2022 - JK限界交尾～合意挿入でバチバチ肉穴化～[2]

## 実写作品
もともと実写のアダルトビデオの会社だった。
- プレミアム大全集 美乳アイドル編（2000年6月16日、AOD-013）
- with you… 流崎裕（2002年4月19日、VIP）
- 街角で本物人妻ガチナンパ中出し 4時間10人(2015年2月27日、VIP)
- 保育園で同級生の美人ママにお願いしてセンズリ見てもらいました(2015年2月27日、VIP)